# Всеукраїнський референдум (2000)
Всеукраїнський референдум 16 квітня 2000 року — опитування думки громадян України з приводу реформації системи державного управління.

## Передумови проведення референдуму
Референдум було ініційовано Президентом України Леонідом Кучмою (де-юре за народною ініціативою) і організовано Центральною виборчою комісією на основі Конституції України, та згідно з українським законодавством.
Проте деякі політики побачили у цьому втрату можливості маніпулювати суспільством та законодавством і думка народу була розкритикована як намагання олігархів з оточення Кучми зберегти владу і перешкодити Вікторові Ющенку, який на той момент був популярним політиком, перемогти на наступних президентських виборах. Опозиція дуже довго намагалася оскаржити законність цього референдуму.

## Голосування
Згідно з указом Президента «Про проголошення всеукраїнського референдуму за народною ініціативою», на референдум мало бути винесено шість питань. Проте Конституційний суд визнав два з них неконституційними, тож на референдум було винесено чотири питання.

### Питання I
Чи підтримуєте Ви пропозиції про доповнення статті 90 Конституції України новою третьою частиною такого змісту: «Президент України може також достроково припинити повноваження Верховної Ради України, якщо Верховна Рада України протягом одного місяця не змогла сформувати постійно діючу парламентську більшість або у разі незатвердження нею протягом трьох місяців підготовленого і поданого в установленому порядку Кабінетом Міністрів України Державного бюджету України», яка б установлювала додаткові підстави для розпуску Президентом України Верховної Ради України, та відповідне доповнення пункту 8 частини першої статті 106 Конституції України словами: «та в інших випадках, передбачених Конституцією України»?
| Вибір             | Голоси     | %    |
| ----------------- | ---------- | ---- |
| За                | 25 177 984 | 85,9 |
| Проти             | 4 126 394  | 14,1 |
| Зіпсовані/порожні | 393 669    | —    |
| Всього            | 29 698 047 | 100  |
| Явка              | 36 629 926 | 81,1 |
| Джерело: ЦВК      |            |      |

### Питання II
Чи згодні Ви з необхідністю обмеження депутатської недоторканності народних депутатів України і вилученням у зв'язку з цим частини третьої статті 80 Конституції України: «Народні депутати України не можуть бути без згоди Верховної Ради України притягнені до кримінальної відповідальності, затримані чи заарештовані»?
| Вибір             | Голоси     | %    |
| ----------------- | ---------- | ---- |
| За                | 26 461 382 | 90,2 |
| Проти             | 2 862 560  | 9,8  |
| Зіпсовані/порожні | 370 763    | —    |
| Всього            | 29 694 705 | 100  |
| Явка              | 36 629 926 | 81,1 |
| Джерело: ЦВК      |            |      |

### Питання III
Чи згодні Ви із зменшенням загальної кількості народних депутатів України з 450 до 300 і пов'язаною з цим заміною у частині першій статті 76 Конституції України слів «чотириста п'ятдесят» на слово «триста», а також внесенням відповідних змін до виборчого законодавства?
| Вибір             | Голоси     | %    |
| ----------------- | ---------- | ---- |
| За                | 26 730 432 | 91,1 |
| Проти             | 2 597 915  | 8,9  |
| Зіпсовані/порожні | 366 514    | —    |
| Всього            | 29 694 861 | 100  |
| Явка              | 36 629 926 | 81,1 |
| Джерело: ЦВК      |            |      |

### Питання IV
Чи підтримуєте Ви необхідність формування двопалатного парламенту в Україні, одна з палат якого представляла б інтереси регіонів України і сприяла б їх реалізації, та внесення відповідних змін до Конституції України і виборчого законодавства?
| Вибір             | Голоси     | %    |
| ----------------- | ---------- | ---- |
| За                | 24 284 220 | 82,9 |
| Проти             | 4 994 336  | 17,1 |
| Зіпсовані/порожні | 416 824    | —    |
| Всього            | 29 695 380 | 100  |
| Явка              | 36 629 926 | 81,1 |
| Джерело: ЦВК      |            |      |

## Підозри в підробці результатів
29 листопада 1999 року Валерій Пустовойтенко, що за чотири місяці до голосування на цьому референдумі залишив посаду Прем'єр-міністра України, на якій перебував 2,5 роки, заявив, що Україна не повинна виконувати умови МВФ та розпродавати свої землі. Крім того, він висловив думку, що явка виборців на референдумі 16 квітня 2000 року, можливо, становила приблизно 30 %, а решту «голови облдержадміністрацій натягнули».

## Наслідки
Народ України дав ствердну відповідь на усі чотири поставлені питання, проте відповідні зміни до законодавства так і не було внесено Верховною Радою.
Конституційний суд України двома рішеннями підтвердив законність та остаточність рішення, що було винесено громадянами України на референдумі. Цими ж рішеннями було підтверджено, що результати волевиявлення народу України не потребують жодних узгоджень Верховною Радою України і мають силу Закону.
Водночас, результати референдуму імплементовані не були. Політолог Ігор Коліушко вважає, що референдум носив характер консультативного опитування і не мав прямих правових наслідків. Співкоординатор акції протесту «Україна без Кучми» Володимир Чемерис вважає, що саме ця акція остаточно поховала імплементацію референдуму, «який міг перетворити Україну на деспотію».